# Coleophora lasiocharis
Coleophora lasiocharis é uma espécie de mariposa do gênero Coleophora pertencente à família Coleophoridae.